# J'avais cinq fils
Pour plus de détails, voir Fiche technique et Distribution.
J'avais cinq fils (The Fighting Sullivans, à l'origine The Sullivans) est un film américain biographique réalisé par Lloyd Bacon et sorti en 1944. L'histoire suit la vie des cinq frères Sullivan.
Le scénario est inspiré d'une histoire vraie, qui par la suite servit de source d'inspiration à Steven Spielberg pour son film Il faut sauver le soldat Ryan.

## Synopsis
Cinq frères naissent dans une famille américaine d'origine irlandaise catholique en Iowa. En 1941 ils apprennent à la radio l'attaque de Pearl Harbor, et quand ils réalisent qu'un de leurs amis était sur l'USS Arizona, ils décident de s'engager dans la Navy et obtiennent l'autorisation de servir sur le même navire.

## Fiche technique
- Titre original : The Fighting Sullivans
- Titre français : J'avais cinq fils
- Réalisation : Lloyd Bacon
- Scénario : Mary C. McCall Jr., d'après une histoire originale de Edward Doherty et Jules Schermer
- Direction artistique : James Basevi, Leland Fuller
- Décors : Thomas Little
- Costumes : René Hubert
- Photographie : Lucien Andriot
- Son : George Leverett, Harry M. Leonard
- Musique : Cyril J. Mockridge
- Montage : Louis R. Loeffler
- Production : Sam Jaffe
- Production associée : Robert T. Kane
- Société de production : Twentieth Century Fox Film Corporation
- Société de distribution : Twentieth Century Fox Film Corporation
- Lieu de tournage :  20th Century Fox Studios, Los Angeles
- Durée : 112 minutes
- Dates de sortie : 
  - États-Unis : 12 février 1944
  - France : 5 septembre 1945

## Distribution
- Anne Baxter : Katherine Mary Sullivan
- Thomas Mitchell : Thomas F. Sullivan
- Selena Royle : Alleta Sullivan
- Edward Ryan : Albert Leo 'Al' Sullivan
- Trudy Marshall : Genevieve 'Gen' Sullivan
- John Campbell : Francis Henry 'Frank' Sullivan
- James Cardwell : George Thomas Sullivan
- John Alvin : Madison Abel 'Matt' Sullivan
- George Offerman Jr. : Joseph Eugene 'Joe' Sullivan
- Roy Roberts : Père Francis
- Ward Bond : Lieutenant commander Robinson

Acteurs non crédités
- Barbara Brown : Infirmière à la maternité
- Grandon Rhodes : Docteur de la marine

## Nominations et récompenses
- Edward Doherty et Jules Schermer nommés pour l'Oscar de la meilleure histoire originale en 1945.

## Box Office
Le film a fait 2 429 684 entrées en France en 1945.